# WWE 2K14
WWE 2K14 es un videojuego de lucha libre profesional desarrollado por Yuke's y Visual Concepts y publicado por 2K Sports, que está disponible para las consolas PlayStation 3 y Xbox 360. Es el primer juego publicado por 2K Sports desde que Take-Two consiguió la licencia de THQ tras su quiebra. Es una secuela de WWE '13 y el primer juego de la serie WWE 2K. Fue lanzado el 29 de octubre de 2013 en Norteamérica y el 1 de noviembre en Europa, al igual que en Sudamérica.

## Modos de juego

### Exhibición
Este modo ha sido actualizado en este las superstars creadas serán los protagonistas de los combate semanales y los eventos mensuales, los cuales se llevarán a cabo en el modo historia. Las superstars creadas ganaran campeonatos conforme vayan luchando, en algunos casos las superstars que luchen con más frecuencia estas se darán un descanso determinado para recuperarse mientras regresa otra superstar creada con anticipación. Muchos de los modos de juego de WWE '13 han sido actualizados o reconfigurados por completo. Esto incluye el sistema de navegación, que permite mayor fluidez al andar, correr o agarrar. Los personajes se mueven más rápido que antes. También se han añadido nuevos movimientos, como ajustarse los accesorios o hacer que el rival se levante. Los Striking attacks ahora son más rápidos y más difíciles de contrarrestar. Todos los contraataques son golpes ofensivos, para darle una mayor fluidez a los combates. También se han añadido dos finishers, uno en el que se puede lanzar al rival y algunos luchadores pueden lanzar al adversario al aire para agarrarle y aplicarle su finisher. Se han añadido también siete momentos OMG nuevos, permitiendo a algunos finishers aplicarse a dos luchadores. El sistema de nearfall también se ha mejorado, con más cuentas de dos para dar mayor dramatismo y emoción a los combates. También algunas Superestrellas se les oye hablar durante el combate, en la entrada o celebración.

### Modo 30 años de WrestleMania
WWE 2K14 incluye una campaña llamada "30 años de WrestleMania", un modo de juego nostálgico que recrea tres décadas de la historia de la WWE, incluyendo más de 45 luchas, vídeos clásicos de la WWE y luchadores considerados leyendas. Al igual que Legends of Wrestlemania y WWE '13, esta campaña se basa en historias auténticas en vez de historias originales creadas para el juego. Este modo incluye una selección de luchadores diferentes y personajes alternativos, que compitieron en WrestleMania.
En este modo, las luchas tienen objetivos principales, necesarios para pasarse el juego y objetivos secundarios o bonus, que sirven para recrear los momentos clave de las luchas. A veces los jugadores deben seguir una serie de pasos, en vez de tener libertad total en el control del personaje.
Este modo está dividido en varias eras. La primera; "Hulkamania Runs Wild" se centra en Hulk Hogan y los primeros WrestleManias, mientras que "The New Generation" muestra el ascenso de figuras como Bret Hart y Shawn Michaels a mediados de los 90. La "Attitude Era" incluye algunas luchas del modo Attitude Era del WWE '13, así como luchas nuevas. La "Ruthless Aggression" se centra en la disminuida atención al luchador Triple H, como también el ascenso de luchadores como Randy Orton, Edge, Batista entre otros. Finalmente, el "Universe Era" se centra en John Cena y los regresos de The Rock y Brock Lesnar.

### Modo Universo WWE
El modo Universo WWE añade nuevas opciones, como dirigir las rivalidades directamente, una historia con Divas, PPVs personalizados con temas musicales, logos personalizados y la incorporación de torneos similares al King of the Ring.

### Modo "The Streak"
WWE 2K14 incluye un nuevo modo llamado "The Streak", que rinde tributo al invicto de 21 victorias y 0 derrotas en Wrestlemania de Undertaker. El jugador puede elegir entre defender la racha (en un Slobber Knocker Match) o intentar destruirla.

### Modo Creación
El modo de creación "Create-a-Superstar" ha sido modificado, aumentando las ranuras donde guardan los personajes a 100. Además, se podrá caracterizar al personaje como una superestrella de la WWE, añadiéndole su tipo de cuerpo (incluidos los tatuajes), o solo su rostro.
También se podrá crear un título, con una base y logo propios.

### Contenido Descargable
En WWE 2K14, se podrá descargar tres packs:
- El "nWo Pack" que incluye a las superestrellas Kevin Nash, Scott Hall, Randy Savage, Curt Hennig, Syxx y Scott Steiner, todos en su atuendo como parte de la nWo. El pack fue lanzado el 12 de noviembre de 2013 en Estados Unidos y el 13 de noviembre de 2013 a nivel mundial. El pack incluye a The Giant como superestrella descargable gratuita.
- El "WWE Superstars and Moves Pack" que incluye a las superestrellas Big E Langston, Fandango y The Bella Twins, además de 30 nuevos movimientos para los luchadores. El pack fue lanzado el 3 de diciembre de 2013 en Estados Unidos y el 4 de diciembre de 2013 a nivel mundial. El pack incluye a Summer Rae como superestrella descargable gratuita.
- El "WWE Legends and Creations Pack" que incluye a las superestrellas Bruno Sammartino, Dusty Rhodes, Rick Rude y Jake Roberts, además de 14 nuevas cabezas de superestrellas para el Modo de Creación. El pack fue lanzado el 7 de enero de 2014 en Estados Unidos y el 8 de enero de 2014 a nivel mundial. El pack incluye a Virgil como superestrella descargable gratuita.

Además de estos packs, podemos acceder a los siguientes contenidos:
- El Acelerador, que nos permite desbloquear de inmediato todo el contenido desbloqueable del juego, además de permitirnos modificar las estadísticas de todos los luchadores presentes en el juego.
- El Season Pass, que nos permite obtener un descuento en la descarga de los tres pack de contenidos anteriormente nombrados y del Acelerador. Además, nos permite acceder a la descarga de las superestrellas Kevin Nash y Scott Hall en su atuendo de The Outsiders.
- La superestrella Ultimate Warrior como personaje jugable. El juego incluye un código de descarga de un solo uso para obtenerlo gratuitamente. No está incluido en el Season Pass.
- La superestrella Undertaker (American Badass) como personaje jugable. Inicialmente solo estaba disponible adquiriendo la Phenom Edition. No está incluido en el Season Pass.

## Roster
| Raw - AJ Lee - Brock Lesnar - Brodus Clay - Chris Jericho - CM Punk - Daniel Bryan - David Otunga - Dean Ambrose - Dolph Ziggler - Jack Swagger - John Cena - Kane - Kofi Kingston - The Miz - R-Truth - Rey Mysterio - The Rock - Roman Reigns - Ryback - Santino Marella - Seth Rollins - Tensai - Triple H - Zack Ryder | SmackDown - Aksana - Alberto del Río - Antonio Cesaro - Big Show - Christian - Cody Rhodes - Damien Sandow - Darren Young - Drew McIntyre - The Great Khali - Heath Slater - Jinder Mahal - Justin Gabriel - Kaitlyn - Layla - Mark Henry - Natalya - Randy Orton - Sheamus - Sin Cara - Titus O'Neil - The Undertaker - Wade Barrett | Leyendas de WrestleMania - Andre The Giant - Batista - Big John Studd - Big Show (Retro) - Bret Hart - Brock Lesnar (Retro) - Chris Jericho (Retro) - Kevin Nash - Eddie Guerrero - Edge - Golbderg - Hulk Hogan - John "Bradshaw" Layfield/JBL - John Cena (Retro) - Kane (Retro) - King Kong Bundy - Lita - Mick Foley - Ted DiBiase - Vince McMahon - "Macho Man" Randy Savage - Razor Ramon - Ric Flair - Ric Flair (Retro) - Ricky Steamboat - The Rock (Retro) - Sgt. Slaughter - Shawn Michaels - Shawn Michaels (Retro) - Stephanie McMahon - Stone Cold Steve Austin - Triple H (Retro) - The Undertaker (Retro) - Yokozuna | nWo - Hulk Hogan |

1 Contenido Descargable.

2 Contenido Descargable incluido en el juego por pre-orden.

3 Contenido Descargable incluido en la "Phenom Edition".

4 Contenido Descargable incluido en el pack "WrestleMania Axxess".

### Campeonatos
| Campeonato                        | Campeón                                  | Marca         |
| --------------------------------- | ---------------------------------------- | ------------- |
| WWE Championship                  | John Cena                                | Raw           |
| World Heavyweight Championship    | Alberto del Río                          | SmackDown     |
| WWE Intercontinental Championship | Wade Barrett                             | SmackDown     |
| WWE United States Championship    | Dean Ambrose                             | Raw           |
| WWE Tag Team Championship         | The Shield (Seth Rollins & Roman Reigns) | Raw SmackDown |
| WWE Divas Championship            | AJ Lee                                   | Raw SmackDown |

## Arenas
| Arenas principales - Raw - SmackDown - Superstars - Main Event - NXT - Royal Rumble (2013) - Elimination Chamber (2013) - WrestleMania 29 - Extreme Rules (2013) - Over the Limit (2012) - No Way Out (2012) - Money in the Bank (2012) - SummerSlam (2012) - Night of Champions (2012) - Hell in a Cell (2012) - Survivor Series (2012) - TLC: Tables, Ladders & Chairs (2012) - WrestleMania XXX | Arenas de WrestleMania - WrestleMania I - WrestleMania 2 - WrestleMania III - WrestleMania IV - WrestleMania V - WrestleMania VI - WrestleMania VII - WrestleMania VIII - WrestleMania IX - WrestleMania X - WrestleMania XI - WrestleMania XII - WrestleMania 13 - WrestleMania XIV - WrestleMania XV - WrestleMania 2000 - WrestleMania X-Seven - WrestleMania X8 - WrestleMania XIX - WrestleMania XX - WrestleMania 21 - WrestleMania 22 - WrestleMania 23 - WrestleMania XXIV - Wrestlemania 25th Anniversary - WrestleMania XXVI - WrestleMania XXVII - WrestleMania XXVIII - WrestleMania 29 |

## Marketing y lanzamiento
Casey Collins, Vicepresidente Ejecutivo de Productos Consumibles de la WWE, reveló el 4 de junio en WWE Global Business Partner Summit, que The Rock sería la portada de la carátula del juego. La carátula y el tráiler oficial fueron revelados el 24 de junio en el programa televisivo de la WWE, WWE Raw. 2K anunció una competición entre los jugadores para crear portadas alternativas y la ganadora se incluiría en los juegos (la ganadora fue una carátula creada de Daniel Bryan). En julio, el luchador The Ultimate Warrior fue anunciado como un personaje jugable para aquellos que reservaran el juego. El 1 de agosto, 2K Games anunció la salida de la edición especial "Phenom Edition", incluyendo contenido extra basado en el luchador Undertaker, como el personaje The Undertaker "American Badass". En un evento promocional llevado por Ryback en el Oberoi Mall en Mumbai, India, se informó de que en el país se daría un póster a doble cara si se reservaba el juego.